# Lista das cidades organizadoras e locais do Festival Eurovisão da Canção Júnior
Esta é uma lista das cidades organizadores do Festival Eurovisão da Canção Júnior, com os respectivos pavilhões onde ocorreu o concurso.

Cidades organizadoras e locais do Festival Eurovisão da Canção Júnior

| Uma edição |  | Várias edições |

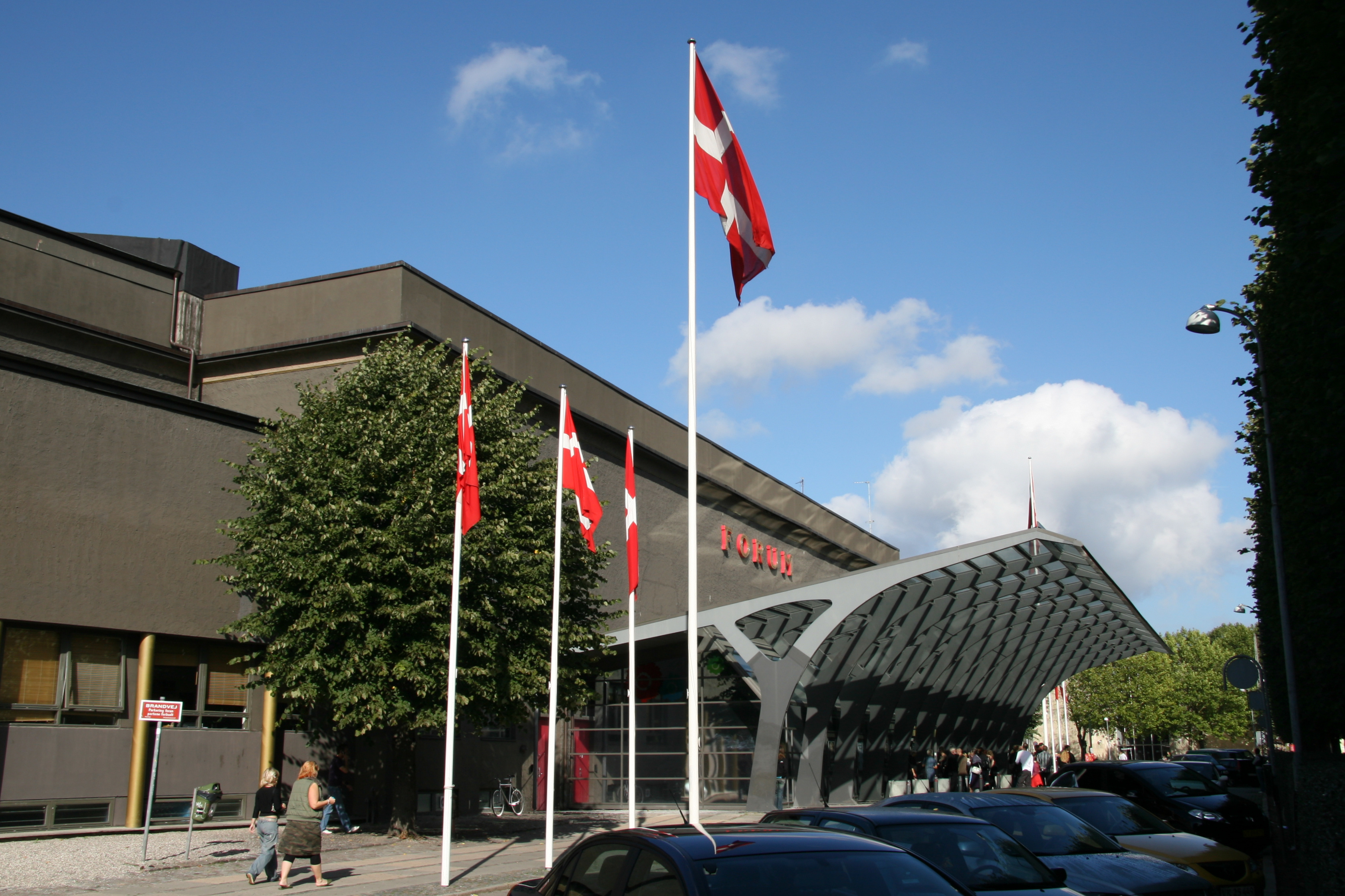
Copenhaga, 2003
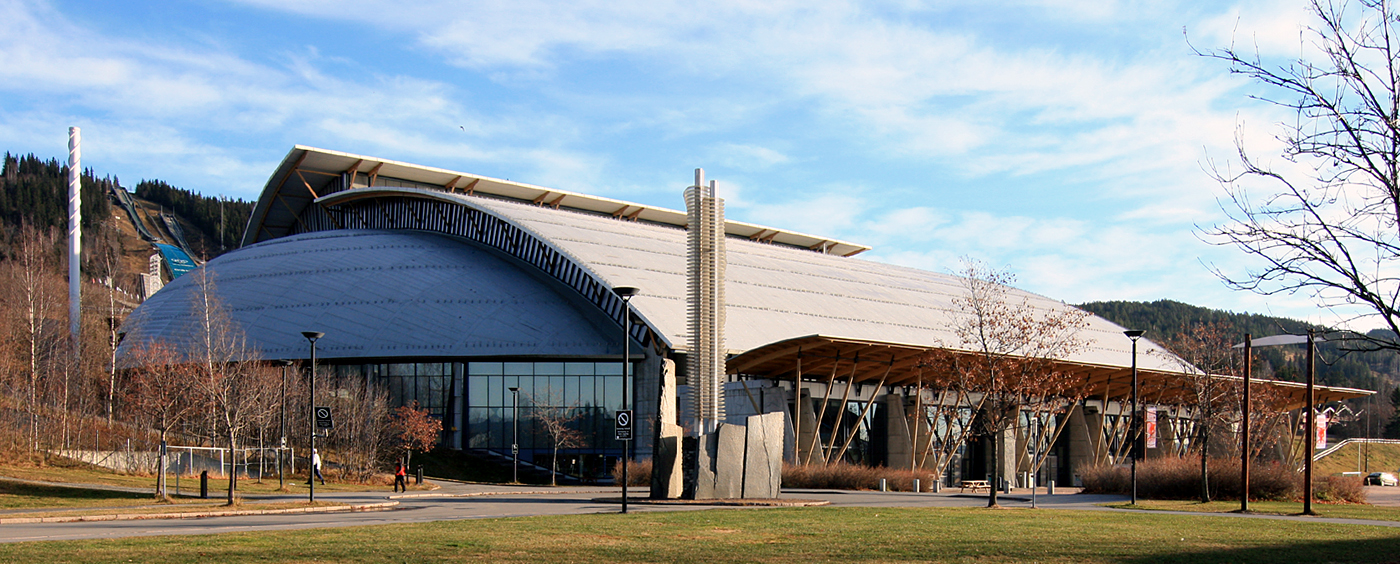
Lillehammer, 2004
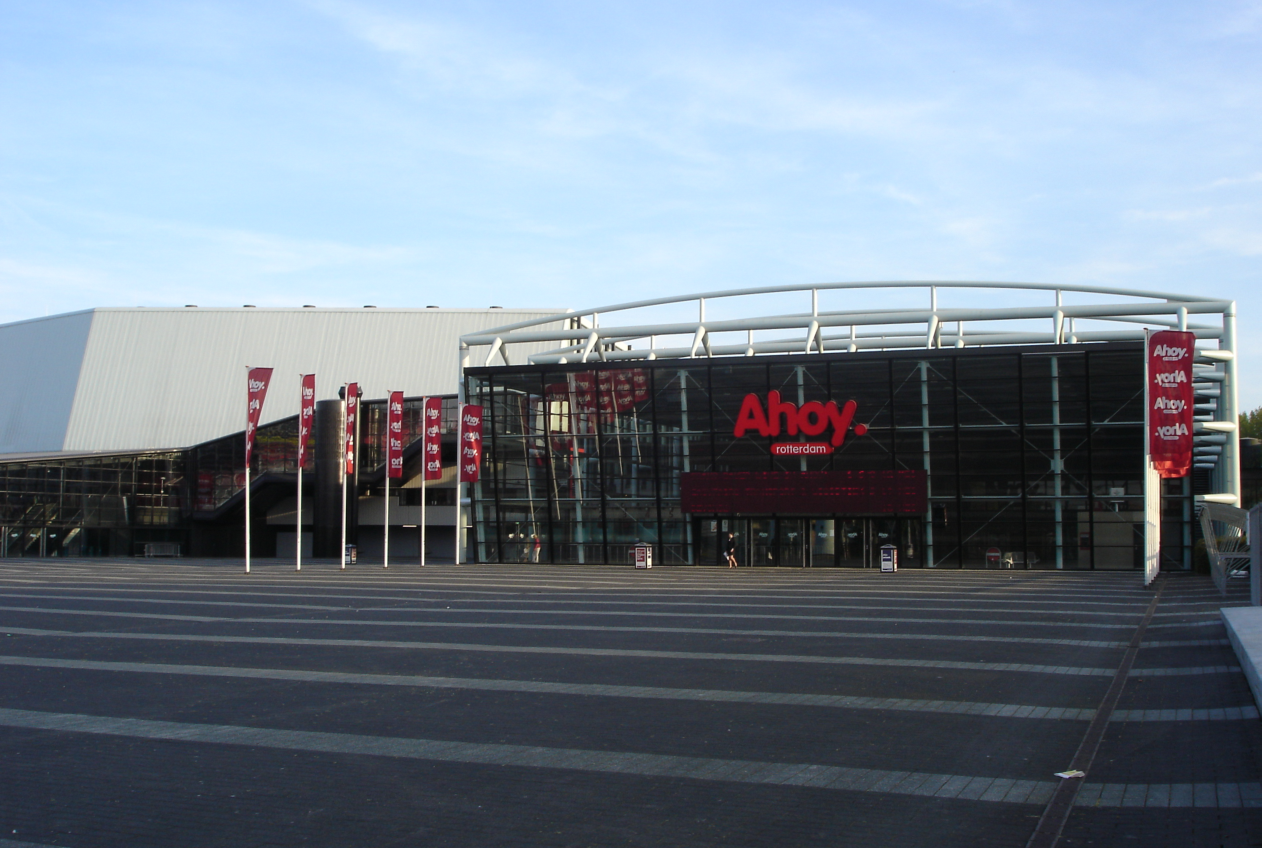
Roterdão, 2007
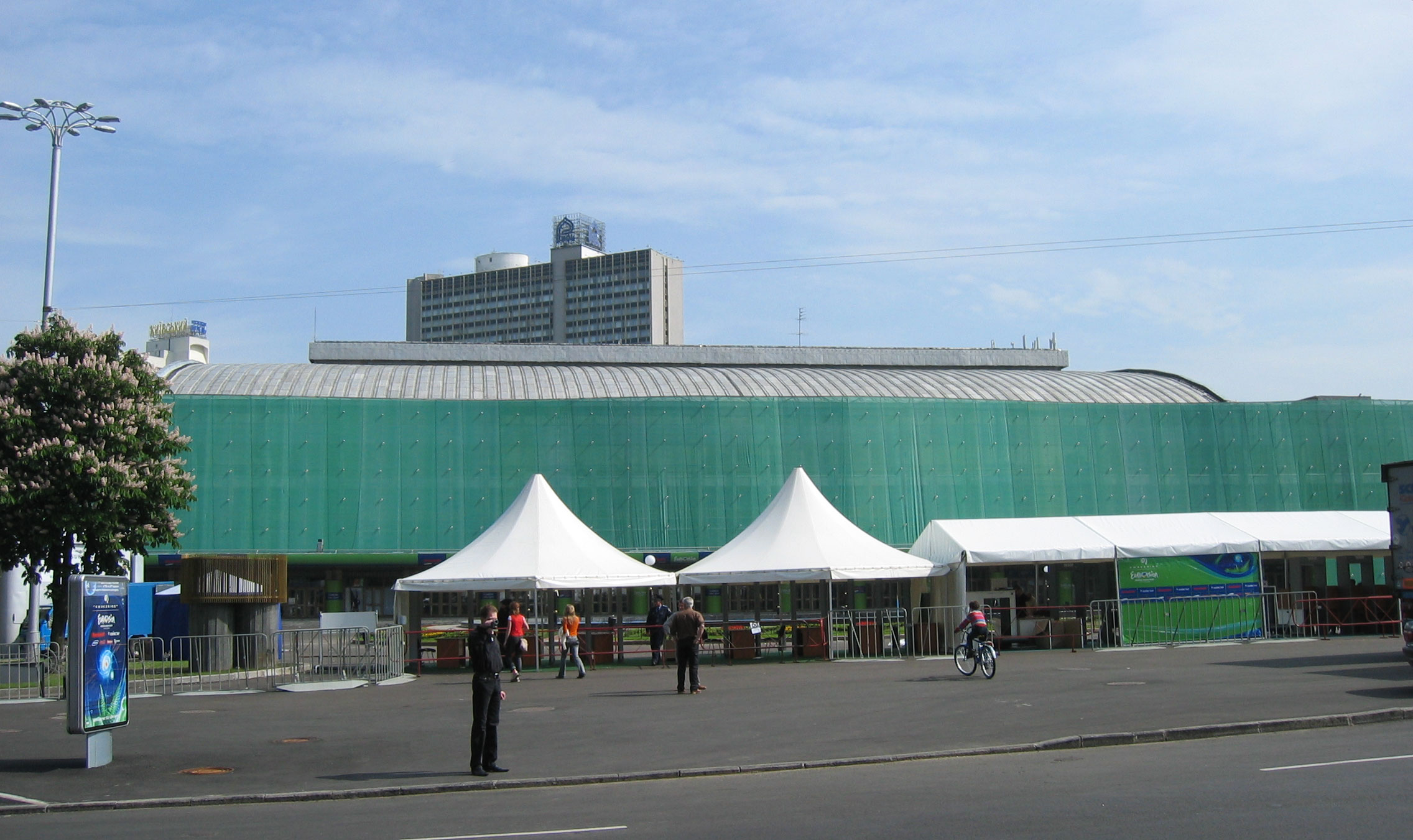
Kiev, 2009

## Por país
| Edições | País          | Cidade      | Lugar                                  | Ano        |
| ------- | ------------- | ----------- | -------------------------------------- | ---------- |
| 2       | Países Baixos | Roterdão    | Ahoy Rotterdam                         | 2007       |
| 2       | Países Baixos | Amesterdão  | AFAS Live                              | 2012       |
| 2       | Ucrânia       | Kiev        | Palácio de Esportes de Kiev            | 2009       |
| 2       | Ucrânia       | Kiev        | Palácio Ucrânia                        | 2013       |
| 2       | Malta         | Marsa1      | Estaleiro de Malta                     | 2014       |
| 2       | Malta         | Valletta    | Centro de Conferências do Mediterrâneo | 2016       |
| 2       | Bielorrússia  | Minsk       | Minsk-Arena                            | 2010, 2018 |
| 2       | Polónia       | Gliwice     | Gliwice Arena                          | 2019       |
| 2       | Polónia       | Polónia     | Polónia                                | 2020       |
| 1       | Dinamarca     | Copenhaga   | Fórum de Copenhague                    | 2003       |
| 1       | Noruega       | Lillehammer | Håkons Hall                            | 2004       |
| 1       | Bélgica       | Hasselt     | Ethias Arena                           | 2005       |
| 1       | Roménia       | Bucareste   | Sala Polivalente                       | 2006       |
| 1       | Chipre        | Limassol    | Spyros Kyprianou Athletic Center       | 2008       |
| 1       | Armênia       | Ierevan     | Complexo Karen Demirchyan              | 2011       |
| 1       | Bulgária      | Sófia       | Arena Armeec                           | 2015       |
| 1       | Geórgia       | Tbilissi    | Palácio de Esportes Olímpicos          | 2017       |
| 1       | França        | Paris       | La Seine Musicale                      | 2021       |